# Constitutio Criminalis Theresiana

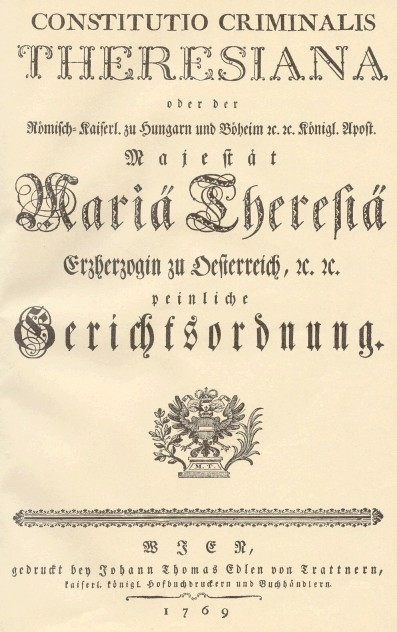
Constitutio Criminalis Theresiana, 1768

Constitutio Criminalis Theresiana (nazwa potoczna: Theresiana, Terezjana) – kodeks karny, obejmujący prawo materialne i procesowe, nadany krajom austriackim przez cesarzową Marię Teresę w 1768 r.
Theresiana między innymi:
- nakazywała karanie bluźnierców spaleniem żywcem,
- przewidywała kwalifikowane kary śmierci,
- zawierała instrukcje dotyczące stosowania tortur – wraz z odpowiednimi rycinami i stosownym komentarzem.
- przedstawiała publicznoprawny charakter przestępstw
- odróżniała przestępstwa publiczne (naruszające pośrednio lub bezpośrednio interes publiczny) i przestępstwa prywatne (naruszające jedynie interes jednostki)
- odstraszający charakter kary-okrutne kwalifikowane kary śmierci (również kary na trupie przestępcy)
- ze względu na rodzaj kary dzieliła ona przestępstwa na bardzo ciężkie (zagrożone kwalifikowaną karą śmierci), ciężkie (kara śmierci lub wyjęcie spod prawa) i lekkie
- dopuszczała stosowanie analogii wymierzanie kar arbitralnych (tzw. kary nadzwyczajne, w sytuacjach nie przewidzianych w ustawie)
- uwzględniała różnice stanowe w wymiarze kary np. szlachta uwolniona była od kar hańbiących